# Traudl Hächer
Gertraud »Traudl« Hächer-Gavet, nemška alpska smučarka, * 31. december 1962, Schleching.
Nastopila je na olimpijskih igrah 1992 in bila štirinajsta v veleslalomu. V tej disciplini je osvojila bronasto medaljo na Svetovnem prvenstvu 1991. V svetovnem pokalu je tekmovala dvanajst sezon med letoma 1980 in 1992 ter dosegla štiri zmage in še deset uvrstitev na stopničke. V skupnem seštevku svetovnega pokala se je najvišje uvrstila na deveto mesto leta 1986, ko je bila tudi druga v veleslalomskem seštevku. 